# Combat de rue
Ne pas confondre avec Combat urbain.

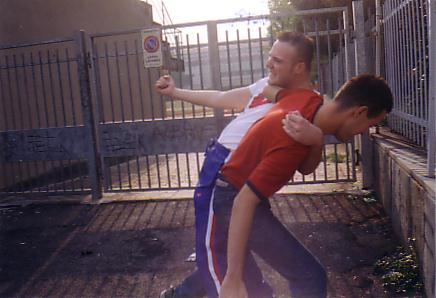
Un combat de rue

Le combat de rue est un type de close-combat qui se déroule en public, entre deux personnes ou des groupes de personnes.
Contrairement aux sports de combat, les participants d'un combat de rue sont susceptibles d'utiliser des armes et de combattre sans règles. L'endroit choisi est généralement un lieu public (par exemple, la rue) et l'issue des combats est souvent grave voire fatale.
La principale différence entre le combat de rue et la défense personnelle est que le combat de rue peut être évité. L'autre grande différence est que le combat est consenti entre les deux parties rivales. Une situation typique évoquerait une dispute dans un bar entre deux hommes, où l'un des deux hommes proposerait d'aller à l'extérieur pour se battre. Il est néanmoins possible d'éviter le combat en calmant le jeu, alors que dans une situation de défense personnelle, la victime essaye d'échapper activement à ses agresseurs, en utilisant la force si elle garantit sa sécurité.
Dans certaines communautés d'arts martiaux, le combat de rue et la défense personnelle sont souvent considérées comme deux choses voisines,.

## Droit par pays

### Canada
En droit pénal canadien, le fait de se livrer à un combat concerté est une infraction criminelle, d'après l'article 83 du Code criminel. La définition de combat concerté de cette disposition contient des exclusions pour permettre aux pratiquants de sports olympiques de pratiquer leurs sports lors de tournois ou pour d'autres sports qui sont autorisés par un décret d'un gouvernement provincial. 
Le retrait du karaté des Jeux olympiques de 2024 avait créé un problème juridique pour les associations provinciales de karaté en lien avec cette infraction, mais ces associations sportives ont pu résoudre le problème en obtenant des décrets provinciaux autorisant la pratique de ce sport.